# Teatro Ferrocarrilero
El Teatro Ferrocarrilero, cuyo nombre oficial es Teatro Ferrocarrilero Gudelio Morales, es un teatro mexicano. Cuenta con un aforo de 1800 personas, el escenario es de tipo italiano con un ancho de 17 metros, un alto del escenario de 7 metros y una profundidad de 15 metros.

## Historia
Este teatro se encuentra en el edificio del Sindicato de Trabajadores Ferrocarrileros de la República Mexicana, ubicado en el área que, en la década de los sesenta, ocupaba el campamento de los trabajadores del ferrocarril de Buenavista. El edificio fue inaugurado por el entonces presidente de México Gustavo Díaz Ordaz, el 24 de enero de 1968. El teatro, cuyo diseño estuvo a cargo del arquitecto Mateos, fue inaugurado en el mes de diciembre del mismo año en ocasión de los XIX Juegos Olímpicos, con la presentación de La linterna mágica de Praga, espectáculo de teatro negro de la República Checoslovaca.

## Eventos
El Teatro Ferrocarrilero ha sido sede de eventos de talla internacional, como las ediciones del 1969 y 1970 del Festival de la Canción Latina. En 1975 se estrenó por primera vez en México el famoso musical Jesucristo Superestrella; han realizado actuaciones musicales artistas internacionales como José José, Ray Conniff, Raphael, Angélica María, Juan Gabriel además de Caifanes, El Tri entre otros.[cita requerida]